# فورج هیل (ویرجینیای غربی)
فورج هیل (به انگلیسی: Forge Hill) یک منطقهٔ مسکونی در ایالات متحده آمریکا است که در شهرستان مینرال، ویرجینیای غربی واقع شده‌است.